# Juniorvärldsmästerskapet i ishockey 1988
Juniorvärldsmästerskapet i ishockey 1988, JVM i ishockey 1988, var den tolfte upplagan av Juniorvärldsmästerskapet i ishockey som arrangerades av IIHF.
Mästerskapet avgjordes i tre divisioner som A-, B- och C-JVM. Dessa divisioner spelades som tre turneringar:
A-JVM spelades i Moskva, Ryssland, under perioden 26 december 1987–4 januari 1988.
B-JVM i Sapporo, Japan, under perioden 12–21 mars 1988.
C-JVM i Belluno och Feltre, Italien, under perioden 18–27 mars 1988.
Kanada erövrade sitt tredje JVM-guld. Sovjetunionen  tilldelades silvermedaljerna och Finland vann bronsmedaljer.

## A-JVM
Turneringen avgjordes genom att lagen spelade en serie där alla lagen mötte alla. Det lag som efter sju omgångar placerade sig på första plats i tabellen utropades till juniorvärldsmästare i ishockey.
Alla lag spelade sju matcher, där vinst gav två poäng, oavgjord en poäng och där inbördes möte gällde innan man delade på lag genom målskillnad i tabellen.

### Resultat
| Datum            | Match                          | Res. | Periodres.  |
| ---------------- | ------------------------------ | ---- | ----------- |
| 26 december 1987 | Kanada– Sverige                | 4–2  | x-x,x-x,x-x |
| 26 december 1987 | Sovjetunionen– Tjeckoslovakien | 6–4  | x-x,x-x,x-x |
| 26 december 1987 | Finland– Västtyskland          | 6–0  | x-x,x-x,x-x |
| 26 december 1987 | Polen– USA                     | 4–3  | x-x,x-x,x-x |
| 28 december 1987 | Kanada– Tjeckoslovakien        | 4–2  | x-x,x-x,x-x |
| 28 december 1987 | Sverige– Polen                 | 13–0 | x-x,x-x,x-x |
| 28 december 1987 | Sovjetunionen– Finland         | 6–2  | x-x,x-x,x-x |
| 28 december 1987 | USA– Västtyskland              | 6–4  | x-x,x-x,x-x |
| 29 december 1987 | Finland– Kanada                | 4–4  | x-x,x-x,x-x |
| 29 december 1987 | Sverige– Västtyskland          | 5–1  | x-x,x-x,x-x |
| 29 december 1987 | Tjeckoslovakien– Polen         | 6–1  | x-x,x-x,x-x |
| 29 december 1987 | Sovjetunionen}– USA            | 7–3  | x-x,x-x,x-x |
| 31 december 1987 | Kanada}– USA                   | 5–4  | x-x,x-x,x-x |
| 31 december 1987 | Tjeckoslovakien– Västtyskland  | 7–4  | x-x,x-x,x-x |
| 31 december 1987 | Sovjetunionen– Sverige         | 4–2  | x-x,x-x,x-x |
| 31 december 1987 | Finland– Polen                 | 9–1  | x-x,x-x,x-x |
| 1 januari 1988   | Kanada– Sovjetunionen          | 3–2  | x-x,x-x,x-x |
| 1 januari 1988   | Västtyskland– Polen            | 6–3  | x-x,x-x,x-x |
| 1 januari 1988   | Tjeckoslovakien– Sverige       | 5–5  | x-x,x-x,x-x |
| 1 januari 1988   | Finland– USA                   | 8–6  | x-x,x-x,x-x |
| 3 januari 1988   | Kanada– Västtyskland           | 8–1  | x-x,x-x,x-x |
| 3 januari 1988   | Finland– Sverige               | 5–2  | x-x,x-x,x-x |
| 3 januari 1988   | Sovjetunionen}– Polen          | 7–2  | x-x,x-x,x-x |
| 3 januari 1988   | Tjeckoslovakien– USA           | 11–1 | x-x,x-x,x-x |
| 4 januari 1988   | Kanada– Polen                  | 9–1  | x-x,x-x,x-x |
| 4 januari 1988   | Sovjetunionen– Västtyskland    | 12–2 | x-x,x-x,x-x |
| 4 januari 1988   | Finland– Tjeckoslovakien       | 2–1  | x-x,x-x,x-x |
| 4 januari 1988   | Sverige– USA                   | 7–5  | x-x,x-x,x-x |

### Resultattabell
| Placering | Nation          | Spelade matcher | Vunna | Förlorade | Oavgjorda | Gjorda mål | Insläppta mål | Poäng |
| --------- | --------------- | --------------- | ----- | --------- | --------- | ---------- | ------------- | ----- |
| Guld      | Kanada          | 7               | 6     | 0         | 1         | 37         | 16            | 13    |
| Silver    | Sovjetunionen   | 7               | 6     | 1         | 0         | 44         | 18            | 12    |
| Brons     | Finland         | 7               | 5     | 1         | 1         | 36         | 20            | 11    |
| 4         | Tjeckoslovakien | 7               | 3     | 3         | 1         | 36         | 23            | 7     |
| 5         | Sverige         | 7               | 3     | 3         | 1         | 36         | 24            | 7     |
| 6         | USA             | 7               | 1     | 6         | 0         | 28         | 46            | 2     |
| 7         | Västtyskland    | 7               | 1     | 6         | 0         | 18         | 47            | 2     |
| 8         | Polen           | 7               | 1     | 6         | 0         | 12         | 53            | 2     |

Polen flyttades ned till B-Gruppen inför JVM 1989.

### Skytteliga
| Spelare           | Mål | Assist | Poäng |  |
| ----------------- | --- | ------ | ----- |  |
| Alexander Mogilny | 9   | 9      | 18    |  |
| Thomas Sjögren    | 6   | 9      | 15    |  |
| Ola Rosander      | 9   | 5      | 14    |  |
| Sergei Fedorov    | 5   | 7      | 12    |  |
| Janne Ojanen      | 6   | 5      | 11    |  |

### All-Star lag
- Målvakt: Jimmy Waite
- Backar: Teppo Numminen,  Greg Hawgood
- Forwards: Alexander Mogilny,  Theoren Fleury,  Sergei Fedorov[1]

## B-JVM
JVM 1988 Grupp B avgjordes i Sapporo, Japan . Gruppen avgjordes genom att man spelade en enkelserie där alla mötte alla och där slutsegraren i tabellen flyttades upp till A-gruppen.
B-gruppen vanns av Norge som flyttades upp till A-gruppen inför JVM 1989.

### Resultat
| Placering | Nation        | Spelade matcher | Vunna | Förlorade | Oavgjorda | Gjorda mål | Insläppta mål | Poäng |
| --------- | ------------- | --------------- | ----- | --------- | --------- | ---------- | ------------- | ----- |
| Guld      | Norge         | 7               | 5     | 2         | 0         | 38         | 10            | 10    |
| Silver    | Rumänien      | 7               | 5     | 2         | 0         | 24         | 27            | 10    |
| Brons     | Schweiz       | 7               | 4     | 2         | 1         | 32         | 23            | 9     |
| 4         | Japan         | 7               | 3     | 2         | 2         | 34         | 27            | 8     |
| 5         | Frankrike     | 7               | 4     | 3         | 0         | 31         | 36            | 8     |
| 6         | Jugoslavien   | 7               | 3     | 3         | 1         | 37         | 36            | 7     |
| 7         | Nederländerna | 7               | 0     | 4         | 3         | 20         | 35            | 3     |
| 8         | Österrike     | 7               | 0     | 6         | 1         | 26         | 42            | 1     |

## C-JVM
JVM 1988 Grupp C avgjordes i Belluno och Feltre, Italien. Gruppen avgjordes genom att man spelade en enkelserie där alla mötte alla och där slutsegraren i tabellen flyttades upp till B-gruppen.
C-gruppen vanns av Danmark som flyttades upp till B-gruppen inför JVM 1989.

### Resultat
| Placering | Nation         | Spelade matcher | Vunna | Förlorade | Oavgjorda | Gjorda mål | Insläppta mål | Poäng |
| --------- | -------------- | --------------- | ----- | --------- | --------- | ---------- | ------------- | ----- |
| Guld      | Danmark        | 7               | 7     | 0         | 0         | 59         | 11            | 14    |
| Silver    | Italien        | 7               | 6     | 1         | 0         | 27         | 17            | 12    |
| Brons     | Bulgarien      | 7               | 5     | 2         | 0         | 39         | 16            | 10    |
| 4         | Storbritannien | 7               | 3     | 3         | 1         | 21         | 27            | 7     |
| 5         | Spanien        | 7               | 2     | 4         | 1         | 19         | 45            | 5     |
| 6         | Ungern         | 7               | 2     | 5         | 0         | 14         | 28            | 4     |
| 7         | Nordkorea      | 7               | 1     | 4         | 2         | 20         | 29            | 4     |
| 8         | Belgien        | 7               | 0     | 7         | 0         | 8          | 34            | 0     |